# Harry Potter und der Feuerkelch
Harry Potter und der Feuerkelch (Originaltitel: Harry Potter and the Goblet of Fire) ist der vierte Band der Harry-Potter-Buchreihe von Joanne K. Rowling.
Die englische Ausgabe erschien am 8. Juli 2000 in Großbritannien und den USA. Auf Amazon waren weltweit 400.000 Exemplare vorbestellt worden. Die Erstausgabe umfasste in Großbritannien 1 Million Exemplare. Schon am ersten Verkaufstag wurden 370.000 Bücher abgesetzt, womit der Roman einen Rekord aufstellte. Es war das erste Harry-Potter-Buch, für dessen Veröffentlichung mehrere Buchhandlungen bis in die Nacht hinein geöffnet hielten, um den Fans den Erwerb ab Mitternacht des offiziellen Erscheinungstages zu ermöglichen.
In den USA lag die Startauflage bei 3,8 Millionen Stück, von denen am ersten Wochenende 3 Millionen verkauft wurden. Am 14. Oktober 2000 erschien die deutsche Ausgabe mit einer Startauflage von 1 Million Exemplaren, von der innerhalb eines Tages über 500.000 verkauft wurden. Wie bei allen anderen deutschsprachigen Harry-Potter-Bänden stammte die Übersetzung von Klaus Fritz und das Cover von Sabine Wilharm.
Laut der Ausgabe des Guinness-Buchs der Rekorde 2009 wurden seit Veröffentlichung des Buches weltweit über 66 Millionen Exemplare verkauft. Im Jahr 2005 wurde es von Mike Newell verfilmt.

## Inhalt
Harry hat in seinen Schulferien, die er, wie üblich, bei den Dursleys verbringt, einen sehr seltsamen und lebhaften Traum, in dem Lord Voldemort in grausiger Babygestalt, dessen Riesenschlange Nagini und Peter Pettigrew (Wurmschwanz) die Hauptrolle spielen. Voldemort ermordet in dem Traum den Gärtner des Grundstückes, Frank Bryce, der das Gespräch zwischen Voldemort und Pettigrew heimlich belauscht hat. Harry erwacht mit schmerzender Narbe, obwohl sie bisher nur schmerzte, wenn sich Lord Voldemort in der Nähe aufhielt. Er sendet unverzüglich seine Eule Hedwig zu seinem Patenonkel Sirius Black, um ihn darüber zu informieren.
Kurz vor dem Ende der Sommerferien besucht Harry gemeinsam mit der Weasley-Familie und Hermine Granger das Endspiel der Quidditch-Weltmeisterschaft, das erstmals nach vielen Jahren wieder in Großbritannien stattfindet. Die Karten dafür bekommt Arthur Weasley über den Leiter der Abteilung für magische Sportarten des Zaubereiministeriums, Ludo Bagman. Das Erscheinen des Dunklen Mals, ein Zeichen, das die Todesser als Anhänger Voldemorts nach ihren Morden an den Himmel zaubern, und das bedrohliche Auftreten einer Gruppe vermummter Todesser, die nach dem Spiel den Zeltplatz der Besucher zerstören, löst eine ausgewachsene Panik unter den Anwesenden aus. Damit zeigen sich die Todesser zum ersten Mal seit dem Verschwinden von Voldemort wieder öffentlich.
Wieder auf Hogwarts lernen die Schüler den neuen Lehrer für Verteidigung gegen die Dunklen Künste kennen, Alastor Moody, der wegen seines falschen Auges, das durch Wände und Körper hindurchsehen kann, „Mad-Eye“ genannt wird. Er war früher ein erfolgreicher Auror, gilt als absoluter Gegner Voldemorts und kommt auf Bitten Dumbledores nach Hogwarts. Mad-Eye erklärt den Schülern in seiner ersten Unterrichtsstunde die drei sogenannten „Unverzeihlichen Flüche“, darunter der „Avada Kedavra“-Fluch, der das Opfer tötet und für den es keinen Gegenfluch gibt. Er erzählt auch, dass der einzige Mensch, der diesen Fluch bisher überlebt hat, Harry Potter ist. So erfährt Harry, wie Voldemort damals seine Eltern tötete.
In diesem Jahr findet das Trimagische Turnier in Hogwarts statt. An ihm nehmen drei Schulen teil: das im Norden Europas liegende Durmstrang, das französische Beauxbatons und das britische Hogwarts. Zu diesem Anlass sind einige ausländische Schüler das ganze Schuljahr lang zu Gast in Hogwarts. Jeder Schüler, der älter als 17 Jahre ist, kann sich um die Teilnahme bewerben, indem er einen Zettel mit seinem Namen und dem der Schule in den Feuerkelch wirft. Neben Viktor Krum für Durmstrang und Fleur Delacour für Beauxbatons wählt der Feuerkelch Cedric Diggory vom Haus Hufflepuff als Champion für Hogwarts aus – und darüber hinaus als unerwarteten vierten Champion auch Harry. Dies sorgt für Aufsehen, denn Harry ist mit 14 Jahren eigentlich zu jung, um am Turnier teilnehmen zu dürfen und hat seinen Namen auch nicht in den Feuerkelch geworfen, was ihm allerdings niemand glauben will, nicht einmal sein bester Freund Ron. Der Streit zwischen Ron und Harry wird trotz aller Bemühungen Hermines erst von den beiden beigelegt, nachdem Harry die erste Prüfung des Turniers absolviert hat, bei der die Teilnehmer einem Drachen ein goldenes Ei entwenden, das wichtige Hinweise zur Lösung der zweiten Aufgabe gibt.
Die zweite Aufgabe der Champions besteht darin, eine ihnen liebgewordene Person im See bei Hogwarts zu retten. Dafür müssen sie aber eine Stunde unter Wasser bleiben. Im letzten Moment erhält Harry die entscheidende Hilfe von Dobby, der ein Gespräch zwischen Mad-Eye Moody und Professor McGonagall belauscht hat. Harry gelingt es unter Verwendung des Diantuskrauts eine Stunde lang unter Wasser zu atmen. Er rettet nicht nur Ron, sondern auch Gabrielle, die kleine Schwester von Fleur Delacour. Obwohl er als letzter mit seiner Aufgabe fertig wird und die vorgegebene Zeit überschreitet, erhält er 45 von 50 möglichen Punkten, da die Schiedsrichter seine Handlung als sehr ehrenvoll befinden. Er ist zusammen mit Cedric Diggory Erstplatzierter.
Bartemius Crouch vom Zaubereiministerium, einer der Schiedsrichter des Turniers, verschwindet im Laufe des Schuljahres von der Bildfläche. Percy Weasley, der neuerdings sein Assistent ist, gibt an, sein Chef fühle sich nicht wohl und übernimmt dessen Schriftverkehr. In der letzten Maiwoche werden die Champions zum Quidditchfeld, das jetzt ein Irrgarten ist, gebeten und Ludo Bagman erklärt ihnen die dritte Aufgabe. Auf dem Rückweg zum Schloss stellt Krum, dem Hermine im Laufe des Schuljahres näher gekommen ist, Harry über seine Beziehung zu Hermine nahe dem Verbotenen Wald zur Rede. Sie treffen auf Bartemius Crouch, der sehr verwirrt aus dem Wald gestolpert kommt und Dumbledore zu sprechen verlangt. Harry kommt seinem Flehen nach, doch als er mit Dumbledore zurückkehrt, findet er nur den ohnmächtigen Krum, der auf Crouch aufpassen sollte. Von Crouch selbst fehlt jede Spur.
Das Ziel der letzten Aufgabe ist es, als Erster den Trimagischen Pokal zu erreichen, welcher in der Mitte des Labyrinthes aufgestellt ist. Harry und Cedric erreichen den Pokal gemeinsam. Sie entscheiden sich dazu, ihn deshalb gemeinsam zu berühren, um damit beide als Sieger des Turniers hervorzugehen. Der Pokal erweist sich jedoch als Portschlüssel und führt sie direkt auf einen dunklen Friedhof in Little Hangleton. Dort treffen sie auf Wurmschwanz, der Cedric auf Befehl von Lord Voldemort sofort vor Harrys Augen umbringt.
Harry wird daraufhin Zeuge der Wiederauferstehung von Lord Voldemort: Mittels eines von Wurmschwanz gebrauten Zaubertranks wird dieser erneut geboren. Zu den „Zutaten“ gehört auch das Harry gewaltsam entnommene Blut. Voldemort steigt in seiner einstigen Größe aus dem Kessel und schart seine verbliebenen Todesser um sich. Er foltert und demütigt Harry. Doch als er ihn im ungleichen Duell töten will, verbinden sich die Zauberstäbe von Harry und Voldemort durch einen Fluchumkehr-Zauber, den Priori Incantatem. Aus dem Stab des dunklen Magiers werden dessen letzte Flüche förmlich ausgespuckt. Die Schatten von Voldemorts letzten Opfern, darunter Harrys Eltern James und Lily, erscheinen und ermöglichen Harry die Flucht. Dabei nimmt er die Leiche Cedrics an sich, wie ihn dieser gebeten hat, und ruft sich mithilfe des Aufrufezaubers den Turnierpokal herbei. Der Pokal bringt sie auf das Schulgelände zurück.
Professor Moody begleitet Harry unter einem Vorwand ins Schloss, wo er versucht, was Voldemort nicht gelungen ist: Harry zu töten. Die Professoren Dumbledore, McGonagall und Snape folgen Moody, da ihnen sein Verhalten suspekt vorkommt, und retten Harry. Professor Dumbledore verabreicht Moody das Veritaserum, einen Wahrheitstrank, um ihn auszufragen. Es stellt sich heraus, dass es sich gar nicht um Alastor Moody handelt, sondern um Barty Crouch junior, den aus Askaban entflohenen Sohn von Bartemius Crouch. Den echten Alastor Moody hatten die Schüler nie kennengelernt. Bartemius Crouch selbst hatte damals seinen Sohn als Zauberer-Richter nach Askaban geschickt, weil er im Beisein von Todessern aufgegriffen wurde, aber vehement bestritt, dass er einer von ihnen sei. Um den letzten Wunsch seiner geliebten Frau zu erfüllen, half Bartemius seinem Sohn bei der Flucht aus Askaban, hielt ihn danach aber mittels Magie unter Kontrolle. Beim Finale der Quidditch-Weltmeisterschaft entglitt Crouch junior dem wachenden Auge seines Vaters und zauberte das Dunkle Mal in den Himmel. Voldemort ließ sich danach von Pettigrew zu den Crouches bringen, brachte Crouch senior dazu, Briefe an Percy Weasley zu schreiben und gab Crouch junior neue Befehle, um Harry Potter in seine Gewalt zu bringen.
Barty Crouch junior hatte deshalb Moody gefangen und mit dem Vielsafttrank seine Gestalt angenommen, die Schüler unterrichtet, Harrys Namen mit in den Feuerkelch geschmuggelt, Krum am Rand des Verbotenen Waldes außer Gefecht gesetzt und seinen Vater getötet, im Wald verwandelt und vergraben. Zudem half er Harry während der dritten Aufgabe, indem er nach Gefahren Ausschau hielt und diese ausschaltete, damit Harry als erster den Pokal erreichte, der ihn zu Voldemort führen sollte. Als Barty Crouch junior später dem Zaubereiminister Fudge vorgeführt wird, stürzt sich der eigentlich als Leibwache mitgebrachte Dementor auf ihn und entzieht Crouch seine Seele.
Harry erzählt Dumbledore und seinem Patenonkel Sirius Black, was ihm und Cedric nach Erreichen des Trimagischen Pokals widerfahren ist. Danach bringt Dumbledore ihn in den Krankenflügel, wo ihn die Weasley-Familie erwartet. Sie bestürmen ihn auf Geheiß von Dumbledore hin nicht mit Fragen, wofür Harry sehr dankbar ist.
Im Krankenflügel hört Harry später eine Diskussion zwischen Dumbledore und dem Zaubereiminister mit, als er von ebendieser geweckt wird. Fudge will nicht glauben, dass Voldemort auferstanden sei. Als er Harry bemerkt, händigt ihm Fudge das Preisgeld (1000 Galleonen) aus und verlässt den Krankenflügel. Der Schulleiter leitet sofort Maßnahmen für den Widerstand gegen Voldemort ein. Harry hat kurz danach ein Gespräch mit Cedric Diggorys Eltern über die Umstände seines Todes. Sie geben ihm nicht die Schuld und sind erleichtert, dass er nicht gelitten haben soll. An Stelle der Feier, bei der normalerweise der Sieger des Hauspokals geehrt wird, gibt es eine Trauerfeier zu Ehren Cedrics, bei der Dumbledore die Schüler über die Ereignisse auf dem Friedhof informiert.
Da Harry sein Preisgeld vom Trimagischen Turnier nicht für sich behalten will, versucht er es zu verschenken. Die Diggorys lehnen ab. Fred und George Weasley jedoch haben schon seit langer Zeit den Plan, einen Scherzartikelladen zu eröffnen, nur leider fehlen ihnen dazu die finanziellen Mittel. Harry überzeugt die beiden, das Geld zu nehmen.

## Ausgaben

### Englische Ausgaben
- Joanne K. Rowling: Harry Potter and the Goblet of Fire. Bloomsbury Publishing, London 2000, ISBN 0-7475-4624-X. (Gebundene Ausgabe)
- Joanne K. Rowling: Harry Potter and the Goblet of Fire. Bloomsbury Publishing, London 2000, ISBN 0-7475-5442-0 (Taschenbuch Ausgabe)

### Deutsche Ausgaben
- Joanne K. Rowling: Harry Potter und der Feuerkelch. Carlsen Verlag, Hamburg 2000, ISBN 3-551-55193-6. (Gebundene Ausgabe) (11 Wochen lang in den Jahren 2000 und 2001 auf dem Platz 1 der Spiegel-Bestsellerliste)
- Joanne K. Rowling: Harry Potter und der Feuerkelch. Carlsen Verlag, Hamburg 2001, ISBN 3-551-55253-3. (Gebundene Ausgabe für Erwachsene)
- Joanne K. Rowling: Harry Potter und der Feuerkelch. Carlsen Verlag, Hamburg 2008, ISBN 978-3-551-35404-4. (Taschenbuch)
- J. K. Rowling: Harry Potter und der Feuerkelch. Carlsen Verlag, Hamburg 2018, ISBN 978-3-551-55744-5. (Gebundene Neuauflage zum 20. Jubiläum der deutschen Ausgaben)

### Hörbücher
- Joanne K. Rowling: Harry Potter und der Feuerkelch. Der HörVerlag, München 2002, ISBN 3-89584-704-6. (Hörbuch, gelesen von Rufus Beck)